# Dan Schneider
Daniel James Schneider, detto Dan (Memphis, 14 gennaio 1966), è un produttore televisivo, sceneggiatore e attore statunitense.
A partire dagli anni duemila è divenuto famoso in quanto creatore delle serie di successo di Nickelodeon come Drake & Josh, Zoey 101, iCarly, Victorious, Sam & Cat e Henry Danger.

## Biografia
Nato il 14 gennaio 1966 a Memphis, nello Stato del Tennessee, figlio di Carol ed Harry Schneider, famiglia di origine ebraica. Nel 1982, subito dopo aver concluso il semestre di prova all'Università di Harvard, fece ritorno nella sua città natale per frequentare la Memphis University School e finire il percorso di studi alla White Station High School. Pochi anni più tardi, si trasferì a Los Angeles per coltivare il suo sogno di entrare a far parte del mondo dello spettacolo, compiendo varie apparizioni in commedie anni '80 quali Making the Grade, Sapore di hamburger, Il grande regista, Hot Resort ed Happy Together.
Nel 1986 ha interpretato il ruolo di Dennis Blunden nella sit-com prodotta dalla ABC Segni particolari: genio, cui fece seguito la sua partecipazione alla serie Home Free nel 1993, anno in cui lasciò la carriera recitativa per cimentarsi nella scrittura e produzione di film e show televisivi, i più famosi dei quali furono Missione hamburger (1997), un successo della Paramount tratto dalla serie TV All That, e Big Fat Liar (2002), prodotto dagli Universal Studios e che incassò 50 milioni di dollari al botteghino.
Nel 2007 il New York Times lo definisce come il "migliore in quel genere televisivo" e il "leader della televisione per ragazzi".
È il presidente della sua compagnia di produzione, la Schneider's Bakery.
Nel 2018, dopo anni di collaborazione con la Nickelodeon è stato licenziato a causa di molte accuse di tipo sessuale. L'attrice Amanda Bynes annuncia di essere stata intrappolata da Schneider in una relazione quando era minorenne e di essere rimasta incinta, sostenendo di essere stata successivamente costretta ad abortire.
A causa di questo avvenimento la serie televisiva Game Shakers è stata cancellata dopo solo 3 stagioni.
Il produttore ha però ribadito di aver lasciato Nickelodeon senza astio. Semplicemente, secondo quanto dichiara, per lui si è trattato di un periodo estenuante, e avrebbe quindi lasciato l’emittente TV per recuperare delle cose che aveva trascurato negli anni. Inoltre ha negato qualsiasi accusa di cattiva condotta e ha affermato di non aver mai agito in modo inappropriato nei confronti di nessuno dei suoi attori.

## Filmografia

### Attore

#### Cinema
- Al college tutto può accadere (Making The Grade), regia di Dorian Walker (1984)
- Sapore di hamburger (Better Off Dead), regia di Savage Steve Holland (1985)
- Vacanze calde (Hot Resort), regia di John Robins (1985)
- Il grande regista (The Big Picture), regia di Christopher Guest (1989)
- Doppia verità (Listen to Me), regia di Douglas Day Stewart (1989)
- Innamorati pazzi (Happy Together), regia di Mel Damski (1989)
- Missione hamburger (Good Burger), regia di Brian Robbins (1997)

#### Televisione
- Saranno famosi (Fame) - serie TV, episodio 5x10 (1986)
- Segni particolari: genio (Head Of The Class) - serie TV, 114 episodi (1986)
- Home Free - serie TV, 13 episodi (1993)
- Amanda Show (The Amanda Show) - serie TV, 9 episodi (1999–2000)
- All That - serie TV, episodi 2x01-9x01 (1995-2003)
- Zoey 101- serie TV, episodi 4x08-4x12-4x13  (2005-2008)
- iCarly - serie TV, 8 episodi (2008-2012)
- Victorious - serie TV, 5 episodi (2012-2013)
- Henry Danger - serie TV, 11 episodi (2015-2017)
- Jake and Hudson - serie TV, episodio 2x05 (2017)
- Game Shakers - serie TV, episodio 2x21 (2017)

### Doppiaggio
- Jon Lovitz e altri personaggi minori in Le avventure di Kid Danger

### Sceneggiatore (parziale)

#### Cinema
- Missione Hamburger (Good Burger), regia di Brian Robbins (1997)
- Big Fat Liar, regia di Shawn Levy (2002)

#### Televisione
- Segni particolari: genio (Head of the Class) - serie TV, episodio 2x12 (1994–2005)
- All That - serie TV, 26 episodi (1994;2002-2005)
- Kenan & Kel - serie TV, 11 episodi (1996-1997)
- Guys Like Us - serie TV, 13 episodi (1998–1999)
- Amanda Show (The Amanda Show) - serie TV, 18 episodi (1999–2002)
- Le cose che amo di te (What I Like About You) - serie TV, 85 episodi (2002–2006)
- Drake & Josh - serie TV, 56 episodi  (2004–2007)
- Zoey 101 - serie TV, 48 episodi (2005–2008)
- Drake and Josh vanno a Hollywood (Drake & Josh go to Hollywood), regia di Steve Hoefer - film TV (2006)
- iCarly - serie TV, 95 episodi (2007–2012)
- Carly va in Giappone (iCarly: iGo to Japan), regia di Steve Hoefer - film TV (2008)
- Victorious - serie TV, 57 episodi (2010–2013)
- Sam & Cat - serie TV, 35 episodi (2013–2014)
- Henry Danger - serie TV, 121 episodi (2014–2020)
- Una pazza crociera (One Crazy Cruise), regia di Michael Grossman – film TV (2015)
- Game Shakers - serie TV, 61 episodi (2015–2019)
- Le avventure di Kid Danger - serie animata, 8 episodi (2018)
- Danger Force - serie TV, 18 episodi (2020-2021)
- iCarly - serie TV, 33 episodi (2021-2023)

## Doppiatori italiani
Nelle versioni in italiano delle opere in cui ha recitato, Dan Schneider è stato doppiato da:
- Luca Semeraro in Segni particolari: genio (st. 3-5)
- Pietro Ubaldi in iCarly (ep. 7x08)